# Hipólito Yrigoyen (Salta)
Hipólito Yrigoyen é um município da província de Salta, na Argentina.